# Kelly Hu
Kelly Hu, née le 13 février 1968 à Honolulu (Hawaï), est une actrice et mannequin américaine.
Elle a été élue Miss Teen USA 1985 et Miss Hawaï USA 1993.  
À la suite de ses règnes, elle décide d'entamer une carrière d’actrice : il s'ensuit de multiples interventions sur le petit écran ainsi que de nombreux seconds rôles au cinéma avant qu'elle ne réussisse à se faire un nom. À la fin des années 1990, elle connait le succès en participant au soap américain Sunset Beach et à la série policière Nash Bridges. 
Pratiquant les arts martiaux, elle s'illustre ensuite dans des longs métrages d'action durant la décennie suivante : elle donne la réplique à Dwayne Johnson dans le film d'aventures Le Roi Scorpion, elle est la mutante Lady Deathstrike qui fait face à Hugh Jackman dans le blockbuster à succès X-Men 2 et combat aux côtés de Jet Li dans En sursis.  
À la télévision, bien qu'elle soit quelquefois en tête d'affiche (Le Flic de Shanghaï, In Case of Emergency), elle y multiplie essentiellement les apparitions en tant qu'invitée ou des rôles récurrents (Les Experts : Manhattan; American Wives; Arrow; Vampire Diaries; Warehouse 13) 
Elle est aussi spécialisée dans le doublage et prête sa voix pour des jeux vidéo, séries télévisées d'animation ou films destinés à un jeune public.

## Biographie

### Jeunesse et formation
Fille d'Herbert et Juanita, Kelly Hu a des origines chinoises, hawaïennes et anglaises. Elle a un frère, Glenn, lieutenant-colonel dans l'US Army.
Elle a toujours été intéressée par le chant et la danse. Elle est également férue d'arts martiaux depuis sa plus tendre enfance. Elle a étudié à la Pepperdine University. 

### De Miss à actrice
Cette section ne s'appuie pas, ou pas assez, sur des sources secondaires ou tertiaires indépendantes du sujet. Le texte peut contenir des analyses inexactes ou inédites de sources primaires.
Pour l'améliorer, ajoutez-en, ou placez des modèles {{Source secondaire souhaitée}} ou {{Source secondaire nécessaire}} sur les passages mal sourcés. (juin 2024)

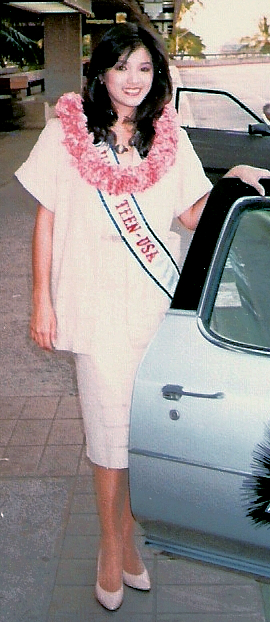
Kelly Hu (Miss Hawaii Teen USA) en 1985.

Kelly Hu se présente au concours de Miss Teen USA en 1985 et devient la première américaine d’origine asiatique à le remporter, bien que sa mère lui ait dit que l’Amérique n’était pas prête à élire une asiatique. Mais durant l’année de son règne, elle n’a le droit de se présenter qu’aux cérémonies liées à ce concours. Elle travaille ensuite comme mannequin au Japon et en Italie puis, une fois reconnue, commence à jouer dans des publicités.
Elle déménage pour Los Angeles et commence sa carrière d’actrice en 1987. Elle débute dans Quoi de neuf docteur ? et enchaîne rapidement les rôles à la télévision. Elle joue notamment dans Melrose Place, 21 Jump Street et dans quelques autres séries avant qu'elle ne devienne Miss Hawaï USA en 1993 et participe à la finale de Miss USA (Top 6).
Entre-temps, elle tourne son premier long métrage avec le film d'horreur Vendredi 13, l'ultime retour, sorti durant l'été 1989.
Après de nombreuses interventions dans des séries installées comme Le Rebelle, The Sentinel, Pacific Blue, elle finit par se faire connaître du grand public grâce à deux rôles successifs : le Dr Rae Chang dans le soap dramatique Sunset Beach pendant six mois en 1997, puis le rôle de Michelle Chan dans la série policière Nash Bridges (saison 1997-1998). 
Cette nouvelle notoriété lui permet d'interpréter surtout Pei Pei Grace Chen, premier rôle féminin dans la série d'action policière Le Flic de Shanghaï de 1998 à 2000.

### Cinéma et diversification

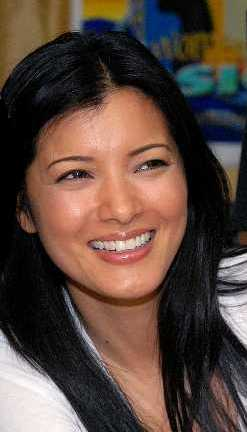
En 2008.

Au début des années 2000, elle connait le succès en se tournant vers le grand écran : elle joue dans le film d'aventures Le Roi Scorpion en 2002, interprétant la muse de Dwayne Johnson. L'année d'après, c'est le blockbuster des mutants X-Men 2 qui lui permet de côtoyer les hauteurs du box-office et de la critique. Sous les traits de la redoutable Lady Deathstrike, elle partage une scène de combat face à Hugh Jackman qui incarne Wolverine, qui vaut à ses deux acteurs, une citation lors des MTV Movie & TV Awards. La même année, elle donne la réplique à Jet Li dans le film d'action En sursis ainsi qu'au rappeur DMX. Cependant, ce dernier projet est très mal reçu par la critique et amorce un déclin critique progressif pour l'actrice sur le grand écran. 
En 2004, elle participe à l'aventure télévisuelle de Flynn Carson : Le Mystère de la lance sacrée, qui est un succès au moment de sa diffusion. De 2005 à 2006, elle apparaît dans quatre épisodes de la série télévisée Les Experts : Manhattan dans le rôle de l’inspecteur Kaile Maka. 
Parallèlement à ses activités, elle se spécialise dans le doublage pour divers jeux vidéo, séries télévisées d'animations ou films destinés au jeune public : Elle prête notamment sa voix à la jedi Visas Marr dans le jeu vidéo Star Wars: Knights of the Old Republic II: The Sith Lords, à la télévision, elle signe pour animer le personnage de Stacy Hirano dans Phinéas et Ferb., à partir de 2007. 
Elle revient dans un premier rôle, pour la sitcom In Case of Emergency, aux côtés de David Arquette et Lori Loughlin mais celle- ci est rapidement arrêtée, faute d'audiences. Au cinéma, elle n'a pas plus de chances : le thriller États de choc et sa large distribution, composée notamment de Kevin Bacon, Sarah Michelle Gellar, Brendan Fraser ou encore Andy García est laminé par la critique, quand la comédie romantique Shanghai Kiss avec Hayden Panettiere passe inaperçue en dépit d'un meilleur accueil.  
En 2008, elle apparaît dans le clip Yes We Can et interprète également Johanna Davis dans une poignée d'épisodes de la série American Wives.  Elle est également présente, de manière récurrente, dans la série télévisée fantastique du réseau The CW, Vampire Diaries, dans le rôle de Pearl.
Elle retrouve justement Ian Somerhalder au cinéma, pour le thriller d'action britannique The Tournament, aux côtés de Robert Carlyle et Liam Cunningham, sorti en 2009.

### Rôles réguliers à la télévision et doublage

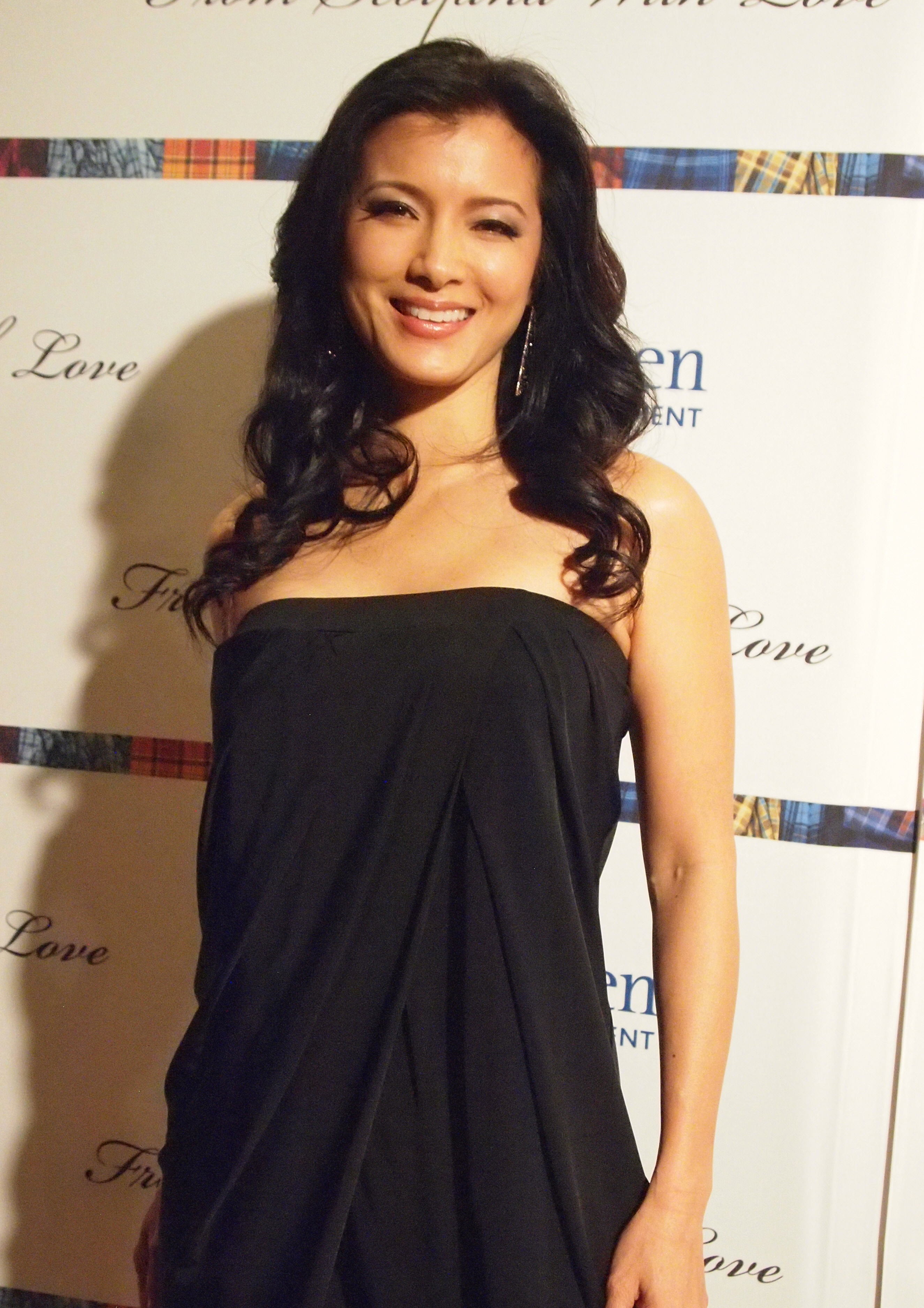
En 2013.

Dans les années 2010, elle tourne de nombreux films indépendants ou de série B et c'est à la télévision qu'elle participe à des projets plus exposés et mieux accueillis par la critique.  
Elle s'invite dans la série musclée Hawaii 5-0, incarne un rôle récurrent dans la fantastique Arrow, basée sur le comics de Green Arrow édité par DC Comics. Son personnage China White, intervient dans treize épisodes, diffusés entre 2012 et 2017 puis 2019.  
Entre 2013 et 2014, elle intervient dans la quatrième et la cinquième saison de la série de science-fiction, Warehouse 13. Sans abandonner ses rôles de guest star : Castle, Les 100, Being Mary Jane, NCIS : Nouvelle-Orléans ou encore The Orville. 
En 2014, la chaîne Lifetime l'engage dans le téléfilm horrifique pour adolescents : Adolescence tourmentée dans lequel elle donne la réplique aux jeunes actrices Janel Parrish, Jennifer Stone et Shanley Caswell. 
Parallèlement, elle poursuit ses activités de doublage avec les jeux vidéo Batman: Arkham Origins, Young Justice, Battlefield Hardline, Infinite Crisis ou encore Mortal Kombat X. 
De 2013 à 2017, elle prête sa voix au personnage de Karai pour la série télévisée d'animation Les Tortues Ninja. En 2017, 14 ans après En sursis, elle tourne à nouveau sous la direction du polonais Andrzej Bartkowiak pour la comédie d’action Maximum Impact aux côtés de Danny Trejo.
En 2018, Kelly Hu rejoint, dans un rôle récurrent, la dramédie Dietland, diffusée sur le réseau AMC et portée par Julianna Margulies, qui fait son retour en tête d’affiche après avoir connu le succès grâce à The Good Wife. La même année, elle joue dans le film indépendant familial de science-fiction et d'aventures, F.R.E.D.I qui se fait remarquer lors de quelques festivals du cinéma et lui vaut un prix de la meilleure actrice.
En 2021, elle est à l'affiche du film d'aventure Ohana ou le trésor caché, dont l'intrigue se déroule sur l'archipel d'Hawaï.

### Vie privée
Elle vit à Brentwood, Los Angeles, en Californie où elle est copropriétaire d’un restaurant.
Elle est passionnée de poker et a participé à plusieurs tournois internationaux.

## Filmographie

### Cinéma

#### Longs métrages
- 1989 : Vendredi 13 - Chapitre VIII : L'Ultime Retour de Rob Hedden : Eva
- 1991 : The Doors d'Oliver Stone : Dorothy
- 1991 : Harley Davidson et l'Homme aux Santiags de Simon Wincer : Suzie
- 1993 : Surf ninjas de Neal Israel : Ro-May
- 1995 : FBI, un homme à abattre (No Way Back) de Frank A. Cappello : Seiko
- 1995 : Strange Days de Kathryn Bigelow : Présentatrice des infos
- 1997 : Fakin' Da Funk de Timothy A. Chey : Kwee-Me
- 2002 : Le Roi Scorpion de Chuck Russell : Cassandra
- 2003 : X-Men 2 de Bryan Singer : Yuriko Oyama / Lady Deathstrike
- 2003 : En sursis de Andrzej Bartkowiak : Sona
- 2005 : The Underclassman de Marcos Siega : Lisa Brooks
- 2006 : Americanese d'Eric Byler : Brenda Nishitani
- 2006 : Undoing de Chris Chan Lee : Vera
- 2006 : Devil's Den de Jeff Burr : Caitlin
- 2007 : Succubus : Hell Bent de Kim Bass : Détective Pei Bass -directement sorti en vidéo-
- 2007 : Shanghai Kiss de Kern Konwiser et David Ren : Micki Yang
- 2007 : États de choc de Jieho Lee : Jiyoung
- 2008 : Stiletto (en) de Nick Vallelonga : Détective Hannover
- 2008 : Farm House de George Bessudo : Lilith
- 2008 : Funérailles d'enfer d'Anna Chi : Cindy
- 2009 : The Tournament de Scott Mann : Lai Lai Zhen
- 2011 : What Women Want de Chen Daming : la fille dans le centre commercial
- 2011 : Almost Perfect de Bertha Bay-Sa Pan :  Vanessa Lee
- 2012 : White Frog de Quentin Lee : Tante May
- 2013 : They Die by Dawn de Jeymes Samuel : Polly Bemis
- 2014 : Age of Extinction de James Kondelik : Dr. Gordon -directement sorti en vidéo-
- 2015 : Death Valley de T.J. Scott : Greenstreet
- 2017 : Kepler's Dream d'Amy Glazer : Irene
- 2018 : F.R.E.D.I. de Sean Olson : Dr. Andi Palmer
- 2018 : Maximum Impact d'Andrzej Bartkowiak : Kate
- 2019 : Go Back to China d'Emily Ting : May Li
- 2019 : Painted Beauty de Rob Prior : Carla
- 2021 : Ohana ou le trésor caché (Finding 'Ohana) de Jude Weng : Leilani Kawena

### Télévision

#### Téléfilms
- 1996 : Star Command de Jim Johnston : Yukiko Fujisaki
- 2004 : Les Aventures de Flynn Carson : Le Mystère de la lance sacrée de Peter Winther : Lana
- 2005 : Mayday (en) de T.J. Scott : Sharon Crandall
- 2011 : A Mann's World de Michael Patrick King : Lei
- 2014 : Adolescence tourmentée (High School Possession) de Peter Sullivan : Denise Brady
- 2019 : Le bal de Noël de Sean Olson : Julia
- 2020 : (home)Schooled : Mme Deluca
- 2021 : Breast Cancer Bucket List de Roxy Shih : Brenda Lee

#### Séries télévisées
- 1987-1988 : Quoi de neuf docteur ? : Melia (3 épisodes)
- 1988 : Tribunal de nuit : Kista (2 épisodes)
- 1989 : L'Enfer du devoir : DJ Vietnamienne (saison 2, 2 épisodes)
- 1989 : 21 Jump Street : Kim Van Luy (1 épisode)
- 1990 : CBS Schoolbreak Special : Emily (1 épisode)
- 1993 : Raven : Pele (1 épisode)
- 1994 : L.A.X. 2194 : rôle non communiqué (pilote non retenu[12])
- 1994 : L'Homme à la Rolls : Dawn (1 épisode)
- 1994 : Melrose Place : Andrea (1 épisode)
- 1994 : Le Rebelle : Kathy Maruyama (1 épisode)
- 1995 : Maybe This Time : Jennifer (1 épisode)
- 1996 : Murder One : Natalie Cheng, la secrétaire de Richard (2 épisodes)
- 1996 : The Sentinel : Christine Hong (1 épisode)
- 1996 : Waikiki Ouest : Dr. Midori (1 épisode)
- 1996 : Pacific Blue : Wendy Trang (1 épisode)
- 1996 : Mr. et Mrs. Smith : Mlle Jones (1 épisode)
- 1997 : Sunset Beach : Rae Chang (rôle récurrent - 65 épisodes)
- 1997-1998 : Nash Bridges : Michelle Chan (rôle principal, saison 4 - 23 épisodes)
- 1998 : Malcolm & Eddie : Wendy (1 épisode)
- 1998-2000 : Le Flic de Shanghaï : Grace Chen (rôle principal - 44 épisodes)
- 2003 : Boomtown : Rachel Durrel  (2 épisodes)
- 2004 : Agence Matrix : Agent Mia Chen (3 épisodes)
- 2005 : Dark Shadows : Dr. Julia Hoffman (pilote non retenu[13])
- 2005-2006 : Les Experts : Manhattan : Détective Kylie Macca (4 épisodes)
- 2006 : The Book of Daniel : Kristine Ho (2 épisodes)
- 2006 : Las Vegas : Natalie Ko (1 épisode)
- 2007 : In Case of Emergency : Kelly Lee (rôle principal - 13 épisodes)
- 2007 : Area 57 : Dr. Annabelle Fermi (pilote non retenu)
- 2008 : New York, unité spéciale : Kelly Sun (saison 10, épisode 10)
- 2008 : Numb3rs : Alice Chen (saison 5, épisode 13)
- 2008-2009 : American Wives : Jordana Davis (4 épisodes)
- 2009 : US Marshals : Jane Kwan / Ahn Li (1 épisode)
- 2009 : NCIS : Enquêtes spéciales : Lee Wuan Kai (1 épisode)
- 2009 :  NCIS : Los Angeles : Lee Wuan Kai (1 épisode)
- 2010-2011 : Vampire Diaries : Pearl Zhu (8 épisodes)
- 2010-2011 : Hawaii 5-0 : Laura Hills (3 épisodes)
- 2012-2017 et 2019 : Arrow : China White (13 épisodes)
- 2011 : Les Experts : Angie Salinger (saison 12, épisode 3)
- 2012 : Facing Kate : Lydia (1 épisode)
- 2012 : Breakout Kings : Kendra Park (1 épisode)
- 2013 : Castle : Scarlet Jones (saison 5, épisode 12)
- 2013-2014 : Warehouse 13 : Abigail Cho (saison 4 et 5 - 6 épisodes)
- 2014 : Les 100 : Callie « Cece » Cartwig (1 épisode)
- 2015 : Being Mary Jane : Alana (2 épisodes)
- 2017 : Gap Year : Vanessa (1 épisode)
- 2017 : NCIS : Nouvelle-Orléans : Docteur Anna Yoon (1 épisode)
- 2017 - 2022 : The Orville : Admiral Ozawa (8 épisodes)
- 2018 : Dietland : Abra Austen (saison 1, 2 épisodes)
- 2020 : Los Angeles : Bad Girls : Angela Turner (3 épisodes)
- 2023 : East New York : Allison Cha (5 épisodes)
- 2023-2024 : BMF (Black Mafia Family) : détéctive Veronica Jin (20 épisodes)

#### Clips
- 2012 : Outta My Head de Daughtry

## Doublage

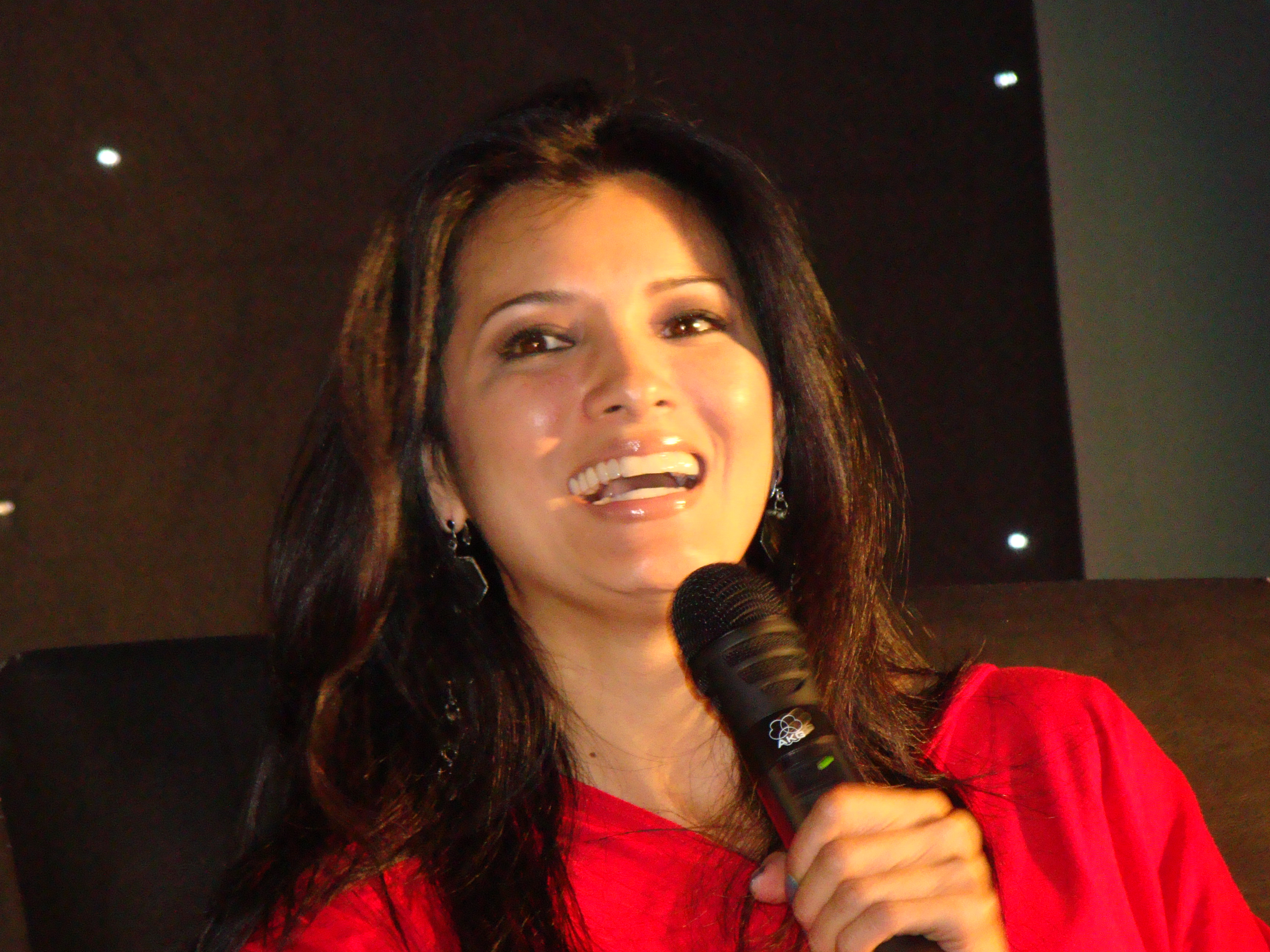
Kelly Hu en 2010.

### Films d'animations
- 2008 : Dead Space: Downfall de Chuck Patton : Shen (voix) -directement sorti en vidéo-
- 2009 : Scooby-Doo et le Sabre du samouraï de Christopher Berkeley : Miyumi / Miss Mirimoto (voix) -directement sorti en vidéo-
- 2010 : Batman: Under the Red Hood de Brandon Vietti : Ms. Li (voix) -directement sorti en vidéo-
- 2011 : Green Lantern : Les Chevaliers de l'Émeraude de Christopher Berkeley : Laira (voix) -directement sorti en vidéo-

### Télévision
- 2005-2007 : Robot Chicken (série télévisée d'animation) : Olive Oyl / Une avocate / Une fille / ... (voix, 5 épisodes)
- 2007 : Afro Samurai (série télévisée d'animation) : Okiku (voix, 1 épisode)
- 2009 : Spectacular Spider-Man (série télévisée d'animation) : Sha Shan Nguyen / Titania (voix, 5 épisodes)
- 2011 : Phinéas et Ferb, le film de Robert F. Hughes (en) (téléfilm d'animation) : Stacy Hirano (voix)
- 2011-2019 : Young Justice (série télévisée d'animation) : Jade Nguyen / Cheshire / Paula Crock / ... (voix, 13 épisodes)
- 2007-2014 : Phinéas et Ferb (série télévisée d'animation) : Stacy Hirano (voix, 84 épisodes)
- 2013-2017 : Les Tortues Ninja (série télévisée d'animation) : Karai (voix, 31 épisodes)
- 2017-2018 : Stretch Armstrong et les Flex Fighters (série télévisée d'animation) : Miya Kimanyan / Mrs. Park / Grace Lidstrom / ... (voix, 15 épisodes)
- 2018 : Archer : la Reine (voix, 1 épisode)
- 2018 - 2020 : Raiponce, la série : Adira (voix, 7 épisodes)

### Jeux vidéo
- 2004 : Star Wars: Knights of the Old Republic 2 - The Sith Lords : Visas Marr
- 2008 : Fracture
- 2008 : Command and Conquer : Alerte rouge 3 : Suki Toyama
- 2009 : Afro Samurai : Okiku, Osachi
- 2009 : Ninja Blade : Ryoko Kurokawa
- 2009 : Terminator Renaissance : Wells
- 2012 : Sleeping Dogs : Inspectrice Jane Teng
- 2013 : Teenage Mutant Ninja Turtles : Karai
- 2013 : Batman: Arkham Origins : Lady Shiva
- 2013 : Young Justice: Legacy : Cheshire
- 2014 : Teenage Mutant Ninga Turtles : Danger of the Ooze : Karai
- 2015 : Battlefield Hardline : Khai
- 2015 : Infinite Crisis : Katana
- 2015 : Mortal Kombat X : D'Vorah / Sindel / Frost (voix)
- 2019 : Mortal Kombat 11 : D'Vorah (voix)
- 2023 : Mortal Kombat 1 : Li Mei (voix)

## Distinctions
Sauf indication contraire ou complémentaire, les informations mentionnées dans cette section proviennent de la base de données IMDb.

### Récompenses
- Action Icon Awards 2012 : Action Icon Film
- Behind the Voice Actor Awards 2014 : Meilleure performance vocale féminine dans un second rôle pour une série télévisée d'action/dramatique dans Teenage Mutant Ninja Turtles
- Burbank International Film Festival 2018 : meilleure actrice pour F.R.E.D.I

### Nominations
- MTV Movie & TV Awards 2004 : Meilleur combat pour X2, nomination partagée avec Hugh Jackman
- Behind the Voice Actor Awards 2013 : Meilleure performance vocale féminine dans un second rôle dans Young Justice
- Behind the Voice Actor Awards 2014 :
  - Meilleure performance vocale d'ensemble dans une série télévisée d'action/dramatique pour Teenage Mutant Ninja Turtles
  - Meilleure performance vocale d'ensemble dans un jeu vidéo pour Batman: Arkham Origins
- Behind the Voice Actor Awards 2015 : Meilleure performance vocale féminine dans un second rôle dans Teenage Mutant Ninja Turtles
- Behind the Voice Actor Awards 2017 : Meilleure performance vocale féminine dans un second rôle dans Teenage Mutant Ninja Turtles
- Action on Film International Film Festival 2018 : meilleure actrice pour F.R.E.D.I

## Voix francophones
En France, Ivana Coppola est la voix régulière de Kelly Hu, lui prêtant sa voix depuis 1999.
En France
| - Ivana Coppola dans : - Le Flic de Shanghaï (série télévisée) - NCIS : Los Angeles (série télévisée) - NCIS : Enquêtes spéciales (série télévisée) - Vampire Diaries (série télévisée) - Hawaii 5-0 (série télévisée) - Les Experts (série télévisée) - Facing Kate (série télévisée) - Castle (série télévisée) - Arrow (série télévisée) - Warehouse 13 (série télévisée) - The 100 (série télévisée) - Adolescence tourmentée (téléfilm) - The Orville (série télévisée) - BMF (série télévisée) - Élisabeth Fargeot dans : - Sunset Beach (série télévisée) - Catwoman: Hunted - Yumi Fujimori dans : - X-Men 2 - Les Aventures de Flynn Carson : Le Mystère de la lance sacrée (téléfilm) - Edwige Lemoine dans : - Phinéas et Ferb (voix) - Phinéas et Ferb, le film : Candice face à l'univers (voix) | Et aussi - Martine Irzenski dans 21 Jump Street (série télévisée) - Sophie Arthuys dans Strange Days - Juliette Degenne dans Nash Bridges (série télévisée) - Virginie Méry dans Le Roi Scorpion - Dominique Vallée dans Agence Matrix (série télévisée) - Sandra Valentin dans Les Experts : Manhattan (série télévisée) - Véronique Desmadryl dans Le Vol 52 ne répond plus ! (en) (téléfilm) - Anne Plumet dans In Case of Emergency (série télévisée) - Josy Bernard dans Farm House - Charlotte Daniel dans The Tournament - Barbara Delsol dans American Wives (série télévisée) - Christine Pâris dans Les Tortues Ninja (voix) - Audrey Sourdive dans Dietland (en) (série télévisée) - Marie Bouvier dans Los Angeles : Bad Girls (série télévisée) - Marie Chevalot dans Ohana ou le trésor caché |